# 하이쩌우군
하이쩌우군(베트남어: Quận Hải Châu / 郡海洲)은 베트남 다낭의 하위 행정 구역이다. 하이쩌우군은 도시의 행정, 문화와 상업 중심지이다. 시청, 주요 극장과 주요 시장이 이곳에 위치하고 있다. 다낭 국제공항은 군의 중심에서 약 3 km 떨어진 곳에 위치해 있다.

## 지리
북쪽은 다낭만과 접하고 있다. 서쪽 국경은 타인케군과 껌레군과 접하고 있고, 동쪽은 선짜군과 응우하인선군으로 나뉜다. 남쪽은 껌레군과 접경한다.

## 행정 구역
하이쩌우군은 13개의 프엉(坊)을 관할하고 있다.
- 빈히엔 (Bình Hiên / 平軒)
- 빈투언 (Bình Thuận / 平順)
- 하이쩌우1 (Hải Châu I / 海洲一)
- 하이쩌우2 (Hải Châu II / 海洲二)
- 호아꾸엉박 (Hòa Cường Bắc / 和強北)
- 호아꾸엉남 (Hòa Cường Nam / 和強南)
- 호아투언동 (Hòa Thuận Đông / 和順東)
- 호아투언떠이 (Hòa Thuận Tây / 和順西)
- 남즈엉 (Nam Dương / 南陽)
- 프엉닌 (Phước Ninh / 福寧)
- 탁탕 (Thạch Thang / 石梯)
- 타인빈 (Thanh Bình / 淸平)
- 투안프억 (Thuận Phước / 順福)

## 교통
다낭 국제공항은 중부 베트남에서 가장 큰 공항으로 군 중심에서 약 3 km 떨어진 곳에 위치해 있다.

## 명소
- 참 조각 박물관
- 찔랑 경기장 (Sân vận động Chi Lăng)